# Svenska Fredskommittén
Svenska Fredskommittén är en svensk fredsorganisation som bildades 1949. Den är medlemsorganisation i Sveriges fredsråd och en av huvudorganisationerna bakom Färnebo folkhögskola. Kommittén har cirka 1 000 medlemmar och 40 anslutna organisationer. Organisationen övervakades tidigare av Säkerhetspolisens, misstänkt för att arbeta under Sovjetunionens inflytande. 

## Verksamhet
Svenska Fredskommittén uppger sig huvudsakligen arbeta för fred och nedrustning, solidaritet och anti-rasism. Gruppen vill bland annat stärka opinionen för kärnvapennedrustning och mot militarisering av rymden. Kommittén bedriver också solidaritetsprojekt i Ryssland och Latinamerika.
Sedan 1991 har Svenska Fredskommittén anordnat drygt fyrtio studieresor med mer än 1 500 ungdomar till Tyskland, där man fokuserat på nazismens grymheter, bland annat genom besök i koncentrationsläger.
Svenska Fredskommittén arbetar dessutom inom områdena kärnvapennedrustning och motstånd mot svensk anslutning till NATO. Dessa frågor hänger ihop genom att NATO är en organisation med användandet av kärnvapen som en möjlighet.

## Historia
Den svenska kommittén för fredens försvar grundades i Stockholm den 23 maj 1949 genom ett upprop som bland andra undertecknats av författarna Moa Martinson och Marika Stiernstedt, konstnärerna Albin Amelin, Siri Derkert och Per-Olov Zennström, skådespelerskan Naima Wifstrand och läkaren John Takman. En rad kända svenska kulturpersonligheter var genom åren medlemmar, bland andra Andrea Andreen, Sivar Arnér, Erik Blomberg, Artur Lundkvist och Per-Olov Zennström.
1951 ändrades namnet till Svenska Fredskommittén.
Kommittén var formellt oberoende, men den hade en tydlig vänsterprägel och kopplingar till den Moskvastödda kommunistiska rörelsen. På det internationella planet fungerade den som en gren av Världsfredsrådet, en av Sovjetunionen kontrollerad frontorganisation. I en svensk kontext fanns täta kontakter med Sveriges kommunistiska parti, vilket även det stod under sovjetiskt inflytande. 
Kommitténs ordförande Peter Varenius framhöll i ett brev 1954 att makten och initiativen alltid låg hos de kommunistiska sekreterarna Bengt Gunnäs och Anton Strand och att hela fredskommittén på 120 personer, inklusive det verkställande utskottet och han själv som ordförande, var att betrakta som luft; deras bortfall skulle inte rubba driften. Varenius uppgav också att det verkställande utskottets medlemmar inte begrep "ett skvatt" av varifrån pengarna kom eller vart de gick.
Under 1950-talet bestod en stor del av arbetet av att arrangera nationella och internationella fredskongresser. Organisationens verksamhet låg nere 1965-1972. Som ordförande efter nystarten fungerade mellan 1973 och 1988 den före detta socialdemokratiske riksdagsmannen Stellan Arvidson. Vid denna tid fokuserades arbetet på nedrustning och kärnvapenmoststånd, samt stöd till befrielserörelser i Afrika och Latinamerika. En av huvudfrågorna var då motståndet mot Natos planer på att placera 572 kärnvapenmissiler i Europa.

## Säkerhetspolisens övervakning
Svenska Fredskommitténs relationer med Sveriges kommunistiska Parti föranledde Säkerhetspolisen att övervaka organisationen. Efter Vänsterpartiet kommunisternas splittring 1977 ansåg Säkerhetspolisen att Svenska fredskommittén stod under inflytande av det nybildade Arbetarpartiet kommunisterna, och att organisationens kontakter med sovjetisk ambassadpersonal var ur säkerhetssynpunkt suspekta.
Övervakningen skedde aktivt från 1949 till slutet av 1970-talet, med endast sporadisk tillsyn under 1980-talet. Bland de åtgärder som vidtogs fanns bruket av betalda informatörer; registrering av medlemmar, prenumeranter och konferensdeltagare; telefonavlyssning; övervakning av organisationens lokaler; deltagande i möten; hemlig fotografering av protokoll och andra handlingar; och en detaljerad kartläggning av en av ledarnas lägenhet.
I en statlig utredning från 2002 bedömdes det att den hotbild som Säkerhetspolisen uppfattade vad gäller Svenska fredskommitténs hade präglats av en hög grad av realism fram till 1960-talet, men att det var mer osäkert vad gäller kommitténs arbete under 1970-talet och därefter.